# Zelandotipula calvicornis
Zelandotipula calvicornis är en tvåvingeart som först beskrevs av Edwards 1920.  Zelandotipula calvicornis ingår i släktet Zelandotipula och familjen storharkrankar.
Artens utbredningsområde är Ecuador. Inga underarter finns listade i Catalogue of Life.